# Prepositura di San Michele Arcangelo (Chiusdino)
La propositura di San Michele Arcangelo è una chiesa che si trova a Chiusdino. Sorge nei pressi della casa natale di San Galgano e della chiesa di San Sebastiano.

## Storia e descrizione
La totale e impropria revisione strutturale del 1964 ha radicalmente sconvolto la struttura originaria interna della chiesa. Il successivo restauro generale coordinato dall'Arch. Antonio Cappelli (2001-2003) ha restituito alla chiesa il suo equilibrio. Questa conserva due tele di ambiente senese datate tra il XVI e il XVII secolo: San Galgano in preghiera, e la Madonna del Rosario di Alessandro Casolani.
L'oggetto liturgico più rilevante è il reliquiario che contiene la testa di San Galgano, restituito a Chiusdino nel 1977 dopo essere stato a lungo nel Museo dell'Opera del Duomo a Siena. La discussa teca risalente a quell'epoca, che vuole evocare la pietra entro cui si conficcò la spada del santo, è in argento sbalzato, opera dell'orafo Bino Bini.

Dietro l'altare è esposto il Crocifisso seicentesco, in legno policromato. Nella casa parrocchiale si trovano una croce astile del XII secolo e una navicella in rame dorato del XIII secolo.